# Pieter Vreys
Pieter Vreys (Mol, (1999) is een Belgische zanger en acteur. Hij werd in 2025 bij het grote publiek bekend door zijn rol van Oscar Dupont in de nieuwe casting van de Vlaamse tv-serie #LikeMe.

## Biografie
Pieter Vreys groeide op in Mol-Gompel. Hij speelde reeds vanaf zijn 6 jaar mee in plaatselijke musicals. Hij kreeg in 2012 de rol van Kleine Robin in Robin Hood: De Musical van Studio 100, een gedeelde rol met  Remi De Smet en Evert Derswyvel, met vertoningen in de Koningin Elisabethzaal in Antwerpen en het Casino-Kursaal in Oostende.
Vreys volgde een opleiding voor kapper aan het Sint-Lutgardisinstituut in Mol. Daarna studeerde hij musical aan het Koninklijk Conservatorium van Brussel. Hij ging na zijn studies in Antwerpen wonen.
Pieter Vreys kreeg voor het eerst mediabekendheid toen hij in oktober 2013 de Ketnet zangwedstrijd "Wie wordt Junior?" won met het nummer "Op de radio". Als winnaar mocht hij in de Abbey Road Studios in Londen een nummer opnemen met de titel "Achtbaan". In 2014 begon hij aan een zomertour met Lotte De Clerck, een andere finaliste van "Wie wordt Junior". Hij trad dat jaar solo op op het muziekfestival Pennenzakkenrock in Mol.
In 2022 was hij een van de drie finalisten in de MNM wedstrijd Rising Star. Judith Van Hirtum won de wedstrijd.
Pieter Vreys werd in 2024 door het productiehuis Fabric Magic geselecteerd uit 2500 kandidaten voor een hoofdrol in de nieuwe casting van de Ketnet-serie #LikeMe.  Vreys speelde vanaf 8 januari 2025 mee in de dertien afleveringen van het vijfde seizoen van #LikeMe, die in de zomer van 2024 opgenomen werden. De kijkcijfers waren bijzonder hoog. Met zijn rol als de openlijke en complexloze homo Oscar Dupont draagt Vreys bij tot de aanvaarding van LGTBQ+ bij jongeren..
Samen met de andere acteurs van #LikeMe trad hij op in live-voorstellingen onder andere in het Wijnegem Shopping Centrum, de Lotto Arena en het Sportpaleis.In de zomer van 2025 neemt Vreys met  #LikeMe On Tour deel aan 45 festivals, waaronder Ketnet Zomert, Maanrock Mechelen, Vlaanderen Feest en de Lokerse Feesten.
De serie #LikeMe wordt met de huidige bezetting verlengd in 2026. De opnames vinden plaats in de zomer van 2025.